# Eupanacra hollowayi
Eupanacra hollowayi is een vlinder uit de familie van de pijlstaarten (Sphingidae). De wetenschappelijke naam van de soort werd in 1991 gepubliceerd door Tennent.